# Stenebea
Stenebea (in greco antico: Σθενέβοια?, Sthenéboia), o Antea, è un personaggio della mitologia greca. Fu una regina di Tirinto.

## Genealogia
Figlia di Amfianasso o di Afeida, sposò Preto da cui ebbe le Pretidi (Lisippa, Ifinoe ed Ifianassa) e  Megapente.

## Mitologia
Innamoratasi di Bellerofonte, ospite del marito, fu da lui rifiutata. Per vendicarsi accusò l'eroe di aver cercato di sedurla e convinse Preto ad ucciderlo. Le leggi greche dell'ospitalità impedivano però l'uccisione di un commensale e quindi Preto inviò Bellerofonte da Iobate, con la scusa di consegnargli una lettera (che ne richiedeva, in realtà, l'uccisione). 

Anche Iobate però ospitò Bellerofonte e sempre per osservanza delle leggi, non se la sentì di assassinarlo direttamente così preferì chiedere al giovane di uccidere la Chimera, un mostro dalla testa di leone, il corpo di caprone e la coda di serpente che sputava fiamme. 

In seguito gli venne chiesto di affrontare ulteriori prove mortali, come combattere contro il violento popolo dei Solimi, di uccidere le Amazzoni e di affrontare un attentato preparato dallo stesso Iobate. 

Dopo averlo visto superare tutte le imprese, Iobate riconobbe la protezione divina di cui godeva Bellerofonte e gli diede in sposa una delle sue figlie.

### La morte
Secondo una versione del mito, quando Antea scoprì che Bellerofonte era ancora vivo, in preda alla rabbia si uccise, mentre secondo un'altra versione fu Bellerofonte a vendicarsi di lei, tornando ad Argo e caricandola su Pegaso per poi farla precipitare. 

Le tre figlie di Preto e Antea divennero folli e condannate a vagare allo stato selvaggio sulle montagne, assalendo come belve gli sfortunati viandanti. Due di loro furono poi guarite da Melampo mentre Ifinoe morì.

## Altre vicende
- Alla vicenda di Stenebea era dedicata una tragedia perduta di Euripide intitolata Stenebea.
- Il personaggio potrebbe comparire, o più probabilmente essere semplicemente citato, anche in un'altra tragedia perduta di Euripide, il Bellerofonte.
- La relazione tra Stenebea e Bellerofonte ricalca quella biblica tra la moglie di Putifarre e Giuseppe.